# バオバブの記憶
『バオバブの記憶』（ばおばぶのきおく）は、2009年3月14日公開の日本映画。 

## スタッフ
- 監督：本橋成一
- プロデューサー：石紀美子
- エグゼクティブプロデューサー：井上和子、美木陽子
- 撮影：一之瀬正史
- 整音：弦巻裕
- 編集：村本勝
- 語り：橋爪功
- 音楽：トベタ・バジュン

## DVDリリース・派生作品
- 2009年3月、ポレポレタイムス社より写真集が発売。
- 2009年12月、ポレポレタイムス社よりDVD版が発売。